# Dave Burgess (chitarrista)
Dave Burgess (Beverly Hills, 13 dicembre 1934) è un chitarrista, cantante e compositore statunitense, band leader dei The Champs.

## Biografia

### Carriera da cantante
Nel 1953 Dave Burgess registrò per l'etichetta Okeh Records come cantante, ma non ebbe molto successo. Ha registrato per diverse etichette discografiche durante gli anni Cinquanta. Nel 1957 incide per Challenge come Dave Duprè . Ha avuto successo scrivendo molte canzoni tra cui il successo del 1957 I'm Available .

### Il lavoro con la band "The Champs"
A un appuntamento, quando stava registrando con alcuni musicisti di sessione, hanno composto la canzone "Tequila" alla fine del 1957. Fu allora che la band iniziò e Dave Burgess suonava la chitarra ritmica.

### Faida tra manager e Danny Flores
Con Danny Flores, hanno co-gestito "The Champs". Dal momento che entrambi hanno contribuito alla maggior parte del successo della band, hanno avuto delle divergenze. Ciò in seguito portò Flores e il batterista, Gene Alden, a lasciare la band.

### Manager a tempo pieno
Nel 1959, da quando Glen Campbell entrò come nuovo chitarrista ritmico per la band, Burgess se ne andò, ma era ancora il manager della band. Nel 1965 pose fine agli Champs. Ha composto molte delle loro canzoni,  mentre era il manager.